# 洛克謝爾德雷克 (紐約州)
洛克謝爾德雷克（英語：Loch Sheldrake）是位於美國紐約州沙利文縣的普查規定居民點。

## 人口
根據2020年美國人口普查的數據，洛克謝爾德雷克的面積為4.30平方千米，皆為陸地。當地共有人口1025人，而人口密度為每平方千米238.37人。